# Buried in Verona
Buried in Verona war eine Post-Hardcore-/Metalcore-Band aus dem australischen Sydney, die von 2007 bis 2016 aktiv war.

## Geschichte

### Gründung und Debütalbum
Buried in Verona, die 2007 in Sydney gegründet wurde, besteht aktuell aus dem Sänger Brett Anderson, den drei Gitarristen Richie Newman (auch als Backgroundsänger aktiv), Daniel Gynn und Nate Martin, sowie dem Bassisten Sean Gynn. Zuvor spielten Mick Taylor (Gitarre, 2007–2011), Katorgo Chituta (Gitarre, 2007–2011), Scott Richmond (E-Bass, 2007–2011), Steve Rogers (Schlagzeug, 2007–2008), Chris Mellross (Schlagzeug, 2009–2012) und Shane O’Brien (Schlagzeug, 2012–2013) in der Band. Richie Newman spielte nach dem Abgang von Schlagzeuger Rogers kurzfristig innerhalb der Band Schlagzeug, ehe er 2010 als Gitarrist zur Band stieß.
Bereits kurz nach Bandgründung zogen die Musiker das Interesse von Riot! Entertainment auf sich. 2008 verhalf dieser Deal der Band zur Produktion ihres Debütalbums Circle the Dead, welches in den Powerhouse Studios von Greg Stace, Steve Smart und DW Norton. Letzterer wurde zweimal von der ARIA ausgezeichnet. Zu dieser Zeit hatte die Gruppe noch keine einzige Show gespielt.

### Zweites Album:Saturday Night Sever
Buried in Verona spielten inzwischen Supportkonzerte für Gruppen wie Whitechapel. 2010 erschien mit Saturday Night Sever das zweite Album über Riot! Entertainment, das zwischenzeitlich einen Verlagsdeal mit Warner Music abgeschlossen hatte. Die Band flog nach Schweden um gemeinsam mit Fredrik Nordström das Album aufzunehmen.
Im Juni desselben Jahres spielten Buried in Verona gemeinsam mit Bermuda eine Supporttour mit der britischen Band Silent Screams durch Australien, welche fünfzehn Konzerte umfasste.

### Drittes Album:Notorious
Zwischenzeitlich wechselte die Gruppe ihr Label. Für Nordamerika unterschrieb die Band bei Artery Recordings, für Australien und Europa bei UNFD und für den japanischen Markt bei Zestone Records. Im August 2012 erschien das dritte Album, Notorious, in Europa. Es wurde erneut von Fredrik Nordström produziert. Im September folgte eine kürzere Tour durch Großbritannien als Support von Motionless in White. Zwischenzeitlich stieg Notorious in die australischen Albumcharts auf Platz 20 ein. Bei den ARIA Music Awards wurde das Album in der Kategorie Best Hard Rock/Heavy Metal Albums, welcher jedoch nicht gewonnen wurde.
Kurz nach der Tour mit Motionless in White flog die Gruppe zurück nach Australien, wo die Band gemeinsam mit The Amity Affliction, The Ghost Inside und Architects durch das Land tourte. Im April 2013 war die Gruppe gemeinsam mit Obey the Brave, Chelsea Grin und Attila als Support für Emmure auf der The Mosh Lives Tour durch Europa zu sehen. Sie tourten auch mit After the Burial durch die Vereinigten Staaten und Europa.
Im Februar 2013 verließ Schlagzeuger Shane O’Brien die Band um als Schlagzeugtechniker bei I Killed the Prom Queen zu arbeiten. O’Brien wurde später sogar festes Bandmitglied bei I Killed the Prom Queen, während Buried in Verona bis Juni des gleichen Jahres auf Aushilfsmusiker angewiesen waren, ehe in Connor Ward ein neuer Schlagzeuger gefunden werden konnte. Es folgten Konzerte mit Bands wie I Killed the Prom Queen, House vs Hurricane und Saviour.

### Viertes Album:Faceless
Im September 2013 flog die Band in die Vereinigten Staaten, um mit Produzent Joey Sturgis an ihrem inzwischen vierten Studioalbum zu arbeiten. Zwischenzeitlich wurde Notorious mit Zusatzmaterial neu aufgelegt. Im Januar 2014 kündigte die Gruppe ihr viertes Album Faceless für eine Veröffentlichung Anfang März an. Faceless stieg auf Platz 15 in den heimischen Albumcharts ein und hielt sich eine Woche in den Charts auf.
Im Mai 2014 tourte die Band mit Born of Osiris und Betraying the Martyrs durch Europa. Im Juli und August spielte die Gruppe als Teil der Midway Mayhem Tour eine Konzertreise durch Australien, die von der neuseeländischen Band Antagonist A.D. begleitet wurde. Im November und Dezember 2014 sollte die Gruppe mit The Amity Affliction und Heart in Hand erneut durch Europa touren. Die Band musste ihre Auftritte absagen und wurden durch The Plot in You ersetzt.
Am 12. Januar 2015 verkündeten Sean und Daniel Gynn den Ausstieg aus der Band. Ersetzt wurden sie durch Brandon Martel am Bass und Mark Harris an der Gitarre. Auch Connor Ward verließ die Band im Jahr 2015. Sein Nachfolger wurde James Swanson.

### Fünftes Album:Vultures Above, Lions Below
Am 30. Juni 2015 erschien mit Can´t Be Unsaid die erste Single seit eineinhalb Jahren. Mit der Veröffentlichung des Liedes startete die Band die Vorbestellungsphase für ihr fünftes Studioalbum, dass den Namen Vultures Above, Lions Below trägt und am 7. August 2015 über UNFD und Rise Records veröffentlicht wurde.
Im September und Oktober spielte die Gruppe eine umfangreiche Konzertreise durch Australien, um für ihr Album zu werben. Begleitet wurde die Gruppe von Hand of Mercy. Ende 2016 löste sich die Band auf.

## Stil
Die Musik von Buried in Verona wird als ein Mix aus Hardcore Punk, Metalcore und Death Metal eingeordnet. Der Gruppe wird nachgesagt, in die Fußstapfen nationaler Größen wie I Killed the Prom Queen und Parkway Drive zu treten.
Aufgrund des Gebrauchs von Klargesang und Sing-a-Longs in den Refrains kann die Gruppe auch dem Post-Hardcore zugeordnet werden.

## Diskografie

### Alben
- 2008: Circle the Dead (Riot! Entertainment)
- 2010: Saturday Night Sever (Riot! Entertainment, Warner Music)
- 2012: Notorious (Artery Recordings, UNFD, Zestone Records)
- 2014: Faceless (Artery Recordings, UNFD)
- 2015: Vultures Above, Lions Below (UNFD, Rise Records)